# Араван (Алля Анаровский айылный аймак)
Араван (кирг. Араван) — село в Араванском районе Ошской области Кыргызстана. Входит в состав Алля Анаровского айылного аймака. 

## География
Село расположено в западной части области, на правом берегу реки Аравансай, у восточной окраины села Араван, административного центра района. Абсолютная высота — 760 метров над уровнем моря.

## Население
Согласно оценочным данным Национального статистического комитета Кыргызской Республики, численность населения села на начало 2023 года составляла 11 421 человек.
| год     | 2009 | 2014 | 2015 | 2020   | 2021   | 2023   |
| ------- | ---- | ---- | ---- | ------ | ------ | ------ |
| человек | 8948 | 8957 | 9063 | 10 970 | 11 099 | 11 421 |